# 합천군의 행정 구역

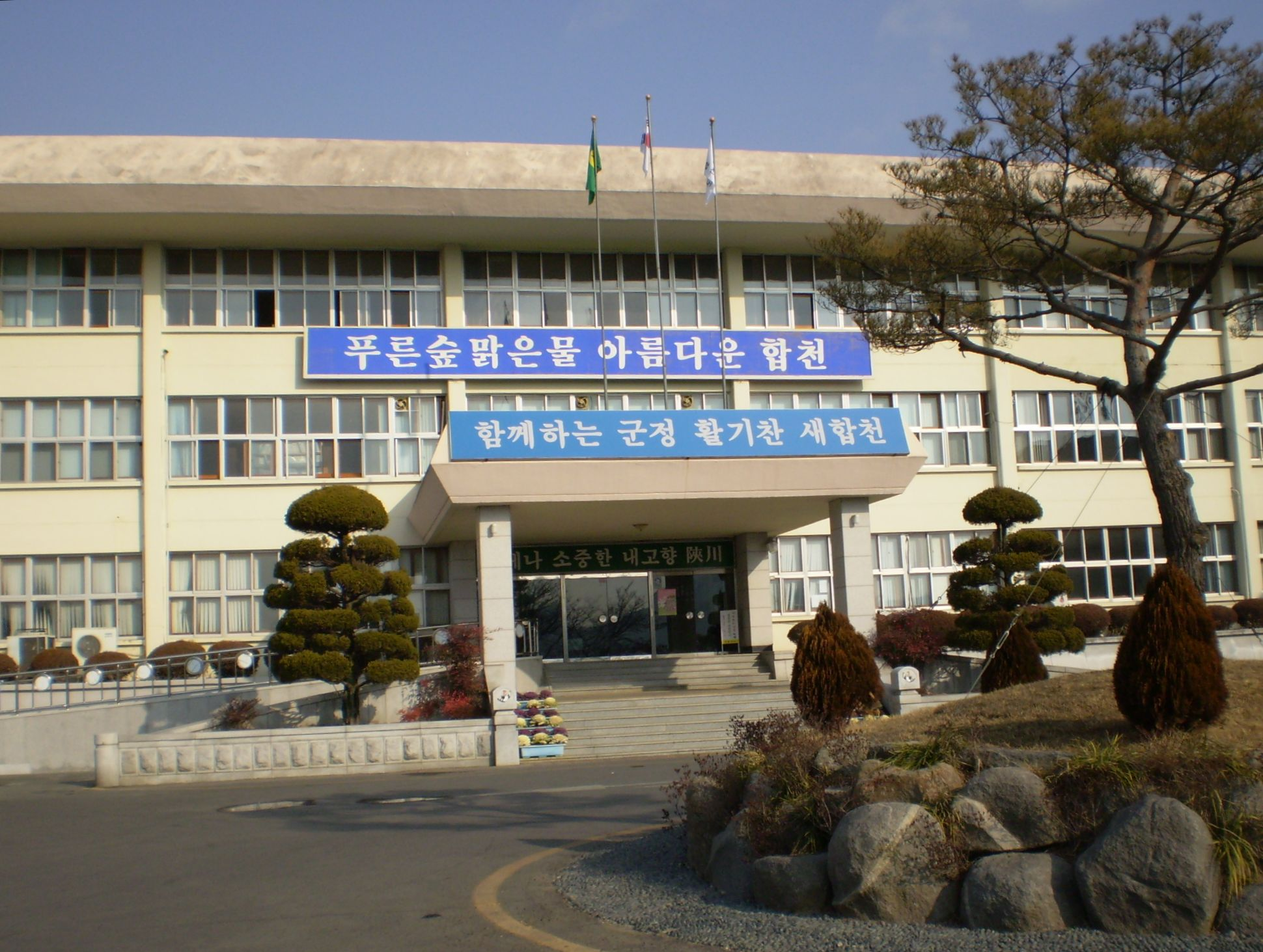
합천군청

합천군의 행정 구역은 1읍, 16면, 192법정리, 368행정리로 구성되어 있다. 합천군의 면적은 983.47km2로 경남 전체의 9.4%이며 이것은 경남의 최고면적이자 서울의 1.6배에 해당하는 면적이다. 인구는 2016년 7월 31일을 기준으로 총 23,896세대 47,913명에 이른다.

## 행정 구역
| \| 읍·면 \| 한자 \| 세대 \| 인구 \| 면적 \| \| ------ \| ------ \| ------ \| ------ \| ------ \| \| 합천읍 \| 陜川邑 \| 4,672 \| 11,821 \| 53.04 \| \| 봉산면 \| 鳳山面 \| 878 \| 1,736 \| 80.60 \| \| 묘산면 \| 妙山面 \| 979 \| 1,984 \| 50.02 \| \| 가야면 \| 伽倻面 \| 2,201 \| 6,340 \| 104.99 \| \| 야로면 \| 冶爐面 \| 1,352 \| 2,974 \| 47.91 \| \| 율곡면 \| 栗谷面 \| 1,329 \| 3,228 \| 72.30 \| \| 초계면 \| 草溪面 \| 1,474 \| 3,160 \| 23.03 \| \| 쌍책면 \| 雙冊面 \| 836 \| 1,843 \| 39.62 \| \| 덕곡면 \| 德谷面 \| 552 \| 1,141 \| 26.61 \| \| 청덕면 \| 靑德面 \| 1,066 \| 2,015 \| 57.50 \| \| 적중면 \| 赤中面 \| 940 \| 2,023 \| 23.91 \| \| 대양면 \| 大陽面 \| 954 \| 2,232 \| 57.12 \| \| 쌍백면 \| 雙栢面 \| 1,107 \| 2,062 \| 63.30 \| \| 삼가면 \| 三嘉面 \| 1,983 \| 4,412 \| 60.57 \| \| 가회면 \| 佳會面 \| 1,000 \| 2,011 \| 70.93 \| \| 대병면 \| 大幷面 \| 940 \| 2,717 \| 63.2 \| \| 용주면 \| 龍洲面 \| \| 2,800 \| 89.29 \| \| 합천군 \| 陜川郡 \| 23,812 \| 53,381 \| 983.47 \| |        |        |        |        |
| 읍·면 | 한자   | 세대   | 인구   | 면적   |
| 합천읍 | 陜川邑 | 4,672  | 11,821 | 53.04  |
| 봉산면 | 鳳山面 | 878    | 1,736  | 80.60  |
| 묘산면 | 妙山面 | 979    | 1,984  | 50.02  |
| 가야면 | 伽倻面 | 2,201  | 6,340  | 104.99 |
| 야로면 | 冶爐面 | 1,352  | 2,974  | 47.91  |
| 율곡면 | 栗谷面 | 1,329  | 3,228  | 72.30  |
| 초계면 | 草溪面 | 1,474  | 3,160  | 23.03  |
| 쌍책면 | 雙冊面 | 836    | 1,843  | 39.62  |
| 덕곡면 | 德谷面 | 552    | 1,141  | 26.61  |
| 청덕면 | 靑德面 | 1,066  | 2,015  | 57.50  |
| 적중면 | 赤中面 | 940    | 2,023  | 23.91  |
| 대양면 | 大陽面 | 954    | 2,232  | 57.12  |
| 쌍백면 | 雙栢面 | 1,107  | 2,062  | 63.30  |
| 삼가면 | 三嘉面 | 1,983  | 4,412  | 60.57  |
| 가회면 | 佳會面 | 1,000  | 2,011  | 70.93  |
| 대병면 | 大幷面 | 940    | 2,717  | 63.2   |
| 용주면 | 龍洲面 |        | 2,800  | 89.29  |
| 합천군 | 陜川郡 | 23,812 | 53,381 | 983.47 |

## 법정리
| 읍·면  | 법정리 |
| ------ | --- |
| 합천읍 | 합천리(陜川里), 서산리(西山里), 영창리(盈倉里), 금양리(金陽里), 용계리(龍溪里), 내곡리(內谷里), 외곡리(外谷里), 장계리(長溪里), 인곡리(仁谷里) |
| 봉산면 | 권빈리(勸彬里), 압곡리(鴨谷里), 상현리(霜峴里), 도곡리(都谷里), 김봉리(金鳳里), 봉계리(鳳溪里), 고삼리(高三里), 양지리(陽地里), 노곡리(蘆谷里), 술곡리(述谷里), 계산리(界山里), 송림리(松林里)                                                             |
| 묘산면 | 거산리(渠山里), 화양리(華陽里), 안성리(安城里), 도옥리(陶沃里), 산제리(山際里), 반포리(班浦里), 팔심리(八尋里), 봉곡리(鳳谷里), 광산리(光山里), 관기리(館基里), 가산리(佳山里)                                                                             |
| 가야면 | 야천리(倻川里), 구원리(舊源里), 치인리(緇仁里), 죽전리(竹田里), 대전리(大田里), 가천리(加川里), 구미리(九美里), 매안리(梅岸里), 성기리(城基里), 청현리(晴峴里), 이천리(伊川里), 매화리(梅花里), 사촌리(蓑村里), 황산리(黃山里)                             |
| 야로면 | 덕암리(德岩里), 정대리(汀坮里), 묵촌리(默村里), 금평리(金坪里), 매촌리(梅村里), 하빈리(河濱里), 나대리(羅帶里), 하림리(下林里), 야로리(冶爐里), 구정리(九汀里), 월광리(月光里), 청계리(淸溪里)                                                             |
| 율곡면 | 기리(己里), 내천리(內川里), 낙민리(樂民里), 노양리(魯陽里), 갑산리(甲山里), 두사리(杜泗里), 와리(瓦里), 항곡리(項谷里), 율진리(栗津里), 임북리(林北里), 제내리(堤內里), 영전리(永田里), 본천리(本泉里), 문림리(文林里)                                     |
| 초계면 | 택리(宅里), 중리(中里), 원당리(元堂里), 신촌리(新村里), 대동리(大洞里), 대평리(大坪里), 관평리(官坪里), 아막리(衙幕里), 유하리(柳下里), 초계리(草溪里), 상대리(上坮里)                                                                                     |
| 쌍책면 | 상신리(上新里), 덕봉리(德峰里), 성산리(城山里), 다라리(多羅里), 오서리(烏西里), 진정리(眞定里), 상포리(上浦里), 사양리(泗陽里), 하신리(下新里), 건태리(巾台里)                                                                                             |
| 덕곡면 | 포두리(浦頭里), 본곡리(本谷里), 율원리(栗院里), 병배리(竝背里), 학리(鶴里), 장리(壯里), 율지리(栗旨里) |
| 청덕면 | 가현리(佳峴里), 대부리(大釜里), 두곡리(豆谷里), 모리(畝里), 미곡리(尾谷里), 삼학리(三鶴里), 성태리(省台里), 소례리(所禮里), 앙진리(仰津里), 운봉리(雲峰里), 적포리(赤布里), 초곡리(草谷里)                                                                 |
| 적중면 | 황정리(黄井里), 정토리(正吐里), 죽고리(竹古里), 옥두리(玉斗里), 상부리(上部里), 누하리(樓下里), 부수리(富樹里), 양림리(楊林里), 두방리(頭方里) |
| 대양면 | 정양리(正陽里), 무곡리(茂谷里), 도리(道里), 양산리(陽山里), 함지리(咸池里), 오산리(烏山里), 백암리(伯岩里), 안금리(安金里), 덕정리(德亭里), 대목리(大目里), 아천리(鵝川里)                                                                                 |
| 쌍백면 | 대곡리(大谷里), 평구리(平邱里), 안계리(安溪里), 외초리(外草里), 운곡리(雲谷里), 장전리(長田里), 죽전리(竹田里), 삼리(三里), 하신리(下新里), 백역리(栢亦里), 대현리(大峴里), 평지리(平地里), 육리(陸里)                                                     |
| 삼가면 | 동리(東里), 일부리(一部里), 외토리(外吐里), 용흥리(龍興里), 어전리(於田里), 금리(錦里), 소오리(巢梧里), 두모리(斗毛里), 학리(鶴里), 덕진리(德津里), 문송리(文松里), 하판리(下板里), 양전리(良田里)                                                         |
| 가회면 | 월계리(月溪里), 외사리(外沙里), 장대리(將臺里), 오도리(吾道里), 둔내리(屯內里), 중촌리(中村里), 함방리(含芳里), 덕촌리(德村里), 도탄리(道呑里) |
| 대병면 | 상천리(上川里), 성리(城里), 대지리(大枝里), 장단리(長湍里), 하금리(下金里), 양리(陽里), 역평리(驛坪里), 유전리(柳田里), 회양리(回陽里) |
| 용주면 | 공암리(孔岩里), 황계리(黃溪里), 손목리(巽木里), 용지리(龍旨里), 월평리(月坪里), 고품리(高品里), 우곡리(牛谷里), 봉기리(鳳基里), 가호리(佳湖里), 죽죽리(竹竹里), 방곡리(方谷里), 성산리(城山里), 팔산리(八山里), 평산리(坪山里), 노리(魯里), 장전리(章田里) |

## 연혁
- 1914년 4월 1일 삼가군(신지면, 율원면 제외), 초계군을 병합, 궁소면은 의령군에 편입하였다.(17개면)[2]

| 통폐합 전 | 통폐합 후 (합천군) | 통폐합 후 (합천군)                                     |
| 구 행정구역 | 신 행정구역        | 신 행정구역                                            |
| --- | ------------------ | ------------------------------------------------------ |
| 합천군 현내면(縣內面) 적산동/선원동/송계동 일부/구정동 일부/정대동 일부/(하북면)금굴동 일부, 석사동/다지동/도천동/덕암동/강대동 일부, 저동/묵촌동 일부/송계동 일부, 장기동/(하북면)원촌동/신평동/둔평동/공동 일부, 동촌동/신정동/정대동 일부/구정동 일부, 상두동/하두동/청계동                                                     | 야로면             | 구정리, 덕암리, 묵촌리, 야로리, 정대리, 청계리         |
| 합천군 상북면(上北面) 상나동/하나동/영등동/모로동/월광동 일부/하림동 일부, 월광동 일부/외변동, 오곡동/궁거동/하림동 일부/(각사면)빙연동 일부 | 야로면             | 나대리, 월광리, 하림리                                 |
| 합천군 하북면(下北面) 창동 일부/금굴동 일부, 후매동/하매동/(현내면)용추동, 상대동/공동 일부/창동 일부 | 야로면             | 금평리, 매촌리, 하빈리                                 |
| 합천군 심묘면(心妙面) 관기동 일부/(거을산면)중촌동 일부/죽전동/웅기동, 광산동/관기동 일부, 반포동/(거을산면)가야동 일부, 외사동/내사동/진지동, 모전동/팔심동 | 묘산면             | 관기리, 광산리, 반포리, 사리, 팔심리                   |
| 합천군 거을산면(居乙山面) 토동/가산동/중촌동 일부/창동 일부/안성동 일부, 계동/양지동/음지동, 창동 일부/안성동 일부/구도옥동, 가야동 일부/산제동, 원촌동/화촌동/안성동 일부/(산어면)청현동 일부, 화양동/나천동/(현내면)나천동/묵촌동 일부                                                                                           | 묘산면             | 가산리, 거산리, 도옥리, 산제리, 안성리, 화양리         |
| 합천군 숭산면(崇山面) 가천동/덕방동/지산동, 구미동/학계동/상백동/임북동/중매동 일부/(거창군 가동면)영전동 일부, 황령동/남교동/대전동/(거창군 가동면)영전동 일부, 상매동/야동/중매동 일부/하두동 일부/(거창군 가동면)영전동 일부, 산제동/상두동/성기동/하두동 일부/(거창군 가동면)영전동 일부, 석계동/내동/죽전동/토점동            | 가야면             | 가천리, 구미리, 대전리, 매안리, 성기리, 죽전리         |
| 합천군 산어면(山於面) 중동/정동/매화동 일부/오전동 일부, 심대동/내사동/외사동 일부/매화동 일부/(거창군 고천면)사점동, 이천동 일부/구유동, 청현동 일부/오전동 일부/이천동 일부/(숭산면)중매동 일부 | 가야면             | 매화리, 사촌리, 이천리, 청현리                         |
| 합천군 각사면(各寺面) 구원동 일부/신흥동/대평동/홍유동, 야천동/운동/상각동, 처인동/마장동/초막동, 구원동 일부/황산동/하각동/청량동/(산어면)외사동 일부 | 가야면             | 구원리, 야천리, 치인리, 황산리                         |
| 합천군 상삼리면(上三里面) 서산동 일부/안계동/노암동/신촌동/보림동 | 강양면             | 서산리                                                 |
| 합천군 하삼리면(下三里面) 금양동/사동, 영창동 일부/신기동 일부/구금양동/(상삼리면)교전동/의원동/서산동 일부, 정대동/옥산동/영창동 일부/신기동 일부/(상삼리면)중흥동/창동/장기동 | 강양면             | 금양리, 영창리, 합천동                                 |
| 합천군 두상면(頭上面) 소사동/내곡동 일부, 법정동/용계동, 내곡동 일부/외곡동/평촌동/신촌동, 인곡동, 남옥동/백암동/장계동/내기동/육정동 | 강양면             | 내곡리, 용계리, 외곡리, 인곡리, 장계리                 |
| 합천군 봉산면(鳳山面) 권빈동 일부/남계동 일부/상금동 일부, 상금동 일부/하금동 일부/덕동 일부, 봉계동 일부/덕동 일부/오림동, 가천동 일부/행정동 일부/상현동/부자정동, 송림동/판계동/상금동 일부/하금동 일부/남계동 일부/(삼가군 계산면)저포동 일부/(삼가군 옥계면)판계동, 지곡동/압곡동/권빈동 일부, 도곡동/행정동 일부/봉계동 일부 | 봉산면             | 권빈리, 금봉리, 봉계리, 상현리, 송림리, 압곡리, 행정리 |
| 합천군 대목면(大目面) 흑석동/노동/이곡동/이사동 일부/(양산면)덕정동 일부, 무곡동/장자동, 소목동/주촌동, 정양동/상회동/하회동 | 대양면             | 대목리, 무곡리, 아천리, 정양리                         |
| 합천군 양산면(陽山面) 관동/남암동/덕정동 일부/(대목면)이사동 일부, 도동/점촌동, 안금동/후사동, 배미동/사동, 함지동 | 대양면             | 덕정리, 도리, 안금리, 양산리, 함지리                   |
| 합천군 용주면(龍州面) 아곡동/공암동/웅동 일부, 노동 일부, 둔덕동/용음동/우무동/(이사리면)용지동 일부, 사기동/초전동/부흥동, 팔산동/점촌동, 노동 일부/평산동/황매동/박곡동, 황계동/택계동/(삼가군 대평면)대산동 일부 | 용주면             | 공암리, 노리, 용지리, 장전리, 팔산리, 평산리, 황계리   |
| 합천군 가의면(加衣面) 고품동/봉기동 일부/(이사리면)용지동 일부, 내가동 일부, 봉기동 일부/내가동 일부, 봉기동 일부/계성동/우곡동 | 용주면             | 고품리, 내가리, 봉기리, 우곡리                         |
| 합천군 이사리면(伊士亦面) 중방동 일부/신촌동/아방동/두곡동/관음동, 독산동 일부/조동 일부/성산동/정동/(대목면)벌리동 일부, 손목동 일부/조동 일부/독산동 일부, 손목동 일부/중방동 일부/연촌동/상월동/하월동 | 용주면             | 방곡리, 성산리, 손목리, 월평리                         |
| 합천군 율진면(栗津面) 잉읍동/신촌동/의양동, 지현동/상와동/원촌동, 예이동/오갈동/상지동/하지동/육비동/학산동, 둔전동/제내동/서탄동, 오복동/구지동/항곡동/(초계군 갑산면)두사동 일부 | 율곡면             | 노양리, 와리, 율진리, 제내리, 항곡리                   |
| 합천군 천곡면(泉谷面) 문림동/하천동 일부, 하천동 일부/상천동/화동/대암동, 영전동/벽전동 일부, 임북동/종간동 | 율곡면             | 문림리, 본천리, 영전리, 임북리                         |
- 1929년 4월 1일 백산면과 상백면이 쌍백면으로 합면하고, 강양면을 합천면으로 개칭하였다.[3]
- 1977년 12월 신청사로 이전
- 1979년 5월 1일 합천면이 합천읍으로 승격되어 1읍 16개면이 되었다.[4]
- 1983년 2월 15일 적중면 권혜리·묵방리를 의령군 부림면에 편입하였다.[5]

| 구 행정구역           | 신 행정구역        |
| --------------------- | ------------------ |
| 적중면 권혜리, 묵방리 | 의령군 부림면 일부 |
- 1987년 1월 1일 합천댐 건설로 행정구역을 개편함.[6]

| 구 행정구역   | 신 행정구역        |
| ------------- | ------------------ |
| 봉산면 죽죽리 | 용주면 일부        |
| 봉산면 저포리 | 봉산면 계산리 일부 |
| 봉산면 노파리 | 봉산면 술곡리 일부 |
| 봉산면 노파리 | 봉산면 고삼리 일부 |
| 대병면 창리   | 대병면 회양리 일부 |
- 1989년 1월 1일 대양면 오산리 일부가 의령군 봉수면에 편입되고, 삼가면 외토리 일부가 의령군 대의면에 편입됨.[7]
- 1995년 12월 17일 청덕면 하회리가 가현리로, 적중면 말방리가 두방리로, 용주면 내가리가 가호리로 각각 명칭 변경
- 2014년 12월 9일 봉산면 행정리(杏亭里)를 도곡리(都谷里)로 명칭 변경[8]